# Luyanta
Luyanta (nep. लुयन्ता) – gaun wikas samiti w zachodniej części Nepalu w strefie Seti w dystrykcie Bajhang. Według nepalskiego spisu powszechnego z 2011 roku liczył on 525 gospodarstw domowych i 2954 mieszkańców (1622 kobiety i 1332 mężczyzn).